# Deryck Whibley
Deryck Jayson Whibley (znan tudi kot Bizzy D), kanadski kitarist, vokalist in tekstopisec, * 21. marec 1980, Scarborough, Ontario. Njegova starša sta Irca.
Deryck je član kanadske rock/punk skupine Sum 41. Od 2006 do 2010 je bil poročen s kanadsko glasbenico in igralko Avril Lavigne.